# Xitang
Ne doit pas être confondu avec Xhatan.
Xitang (chinois : 西塘镇 ; pinyin : Xītáng zhèn) est un bourg chinois situé au sud de l'embouchure du Yangzi Jiang (Yangzi), à proximité de la ville de Jiashan, au nord de la province du Zhejiang.
Xitang est entièrement construit autour de canaux, à l'instar d'autres bourgs de la région du Jiangnan, comme Nanxun et Wuzhen. Les neuf rivières qui le traversent le divisent en huit secteurs, reliés les uns aux autres par 104 ponts. Ses nombreuses ruelles, allées et passages couverts, ainsi que ses maisons anciennes, datant pour certaines des dynasties Ming (1368-1644) et Qing (1644-1911), lui confèrent un intérêt historique et artistique tout particulier.
L'économie y est principalement basée sur l'artisanat, bien qu'à un moindre degré qu'à Wuzhen. L'activité touristique y est récente, et les visiteurs sont encore en grande majorité des Chinois.

## Galerie

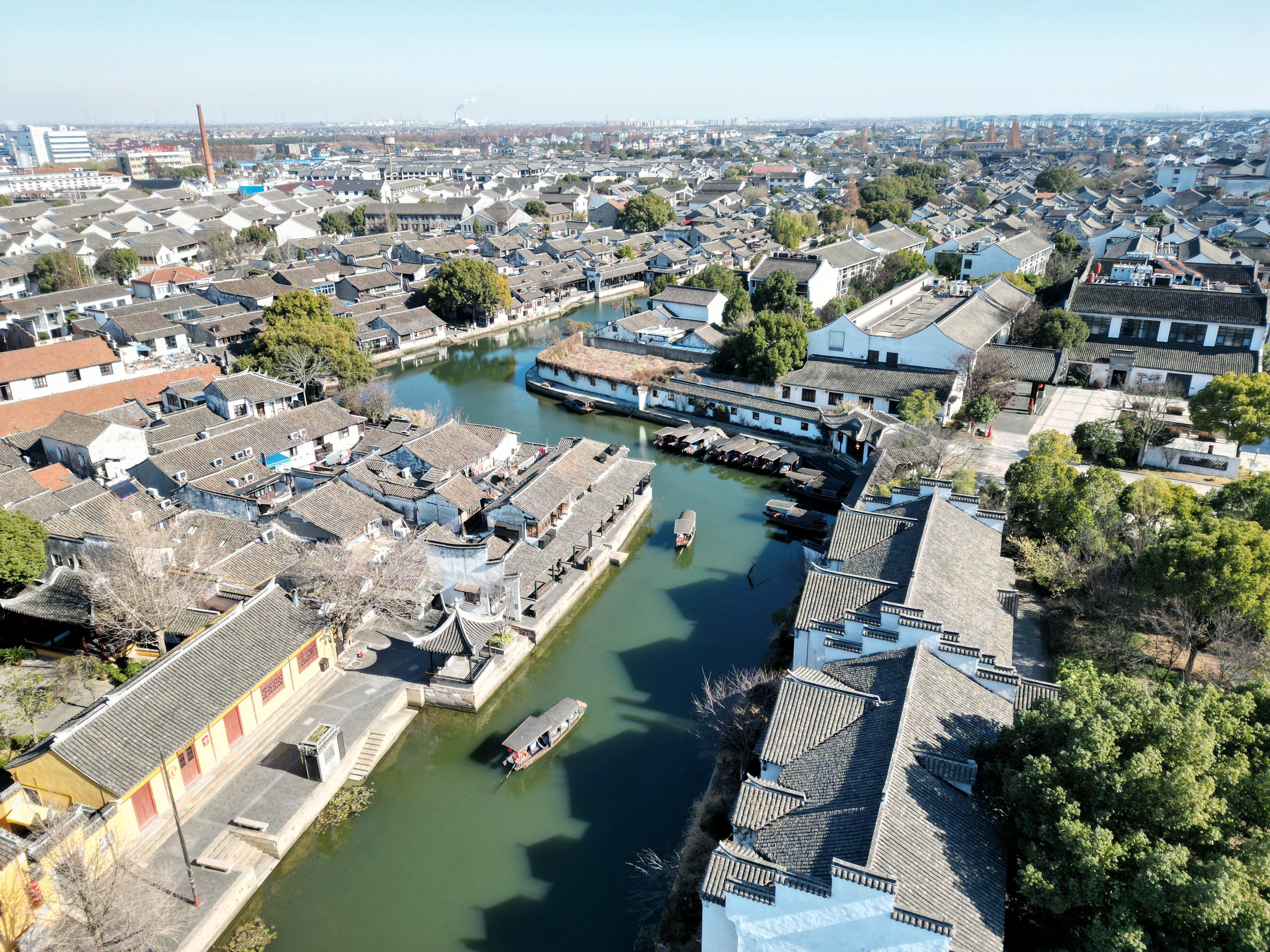
vue aérienne
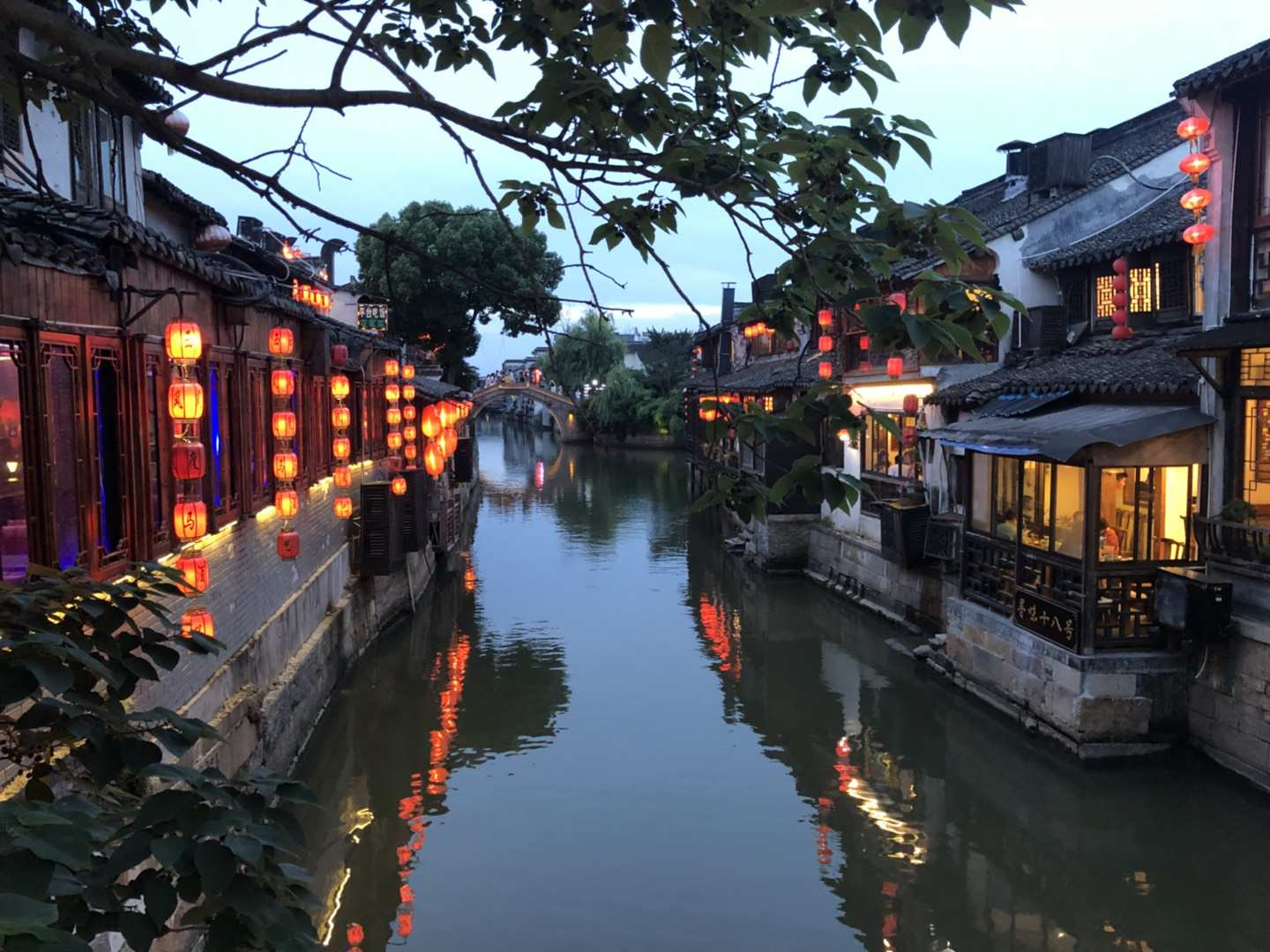
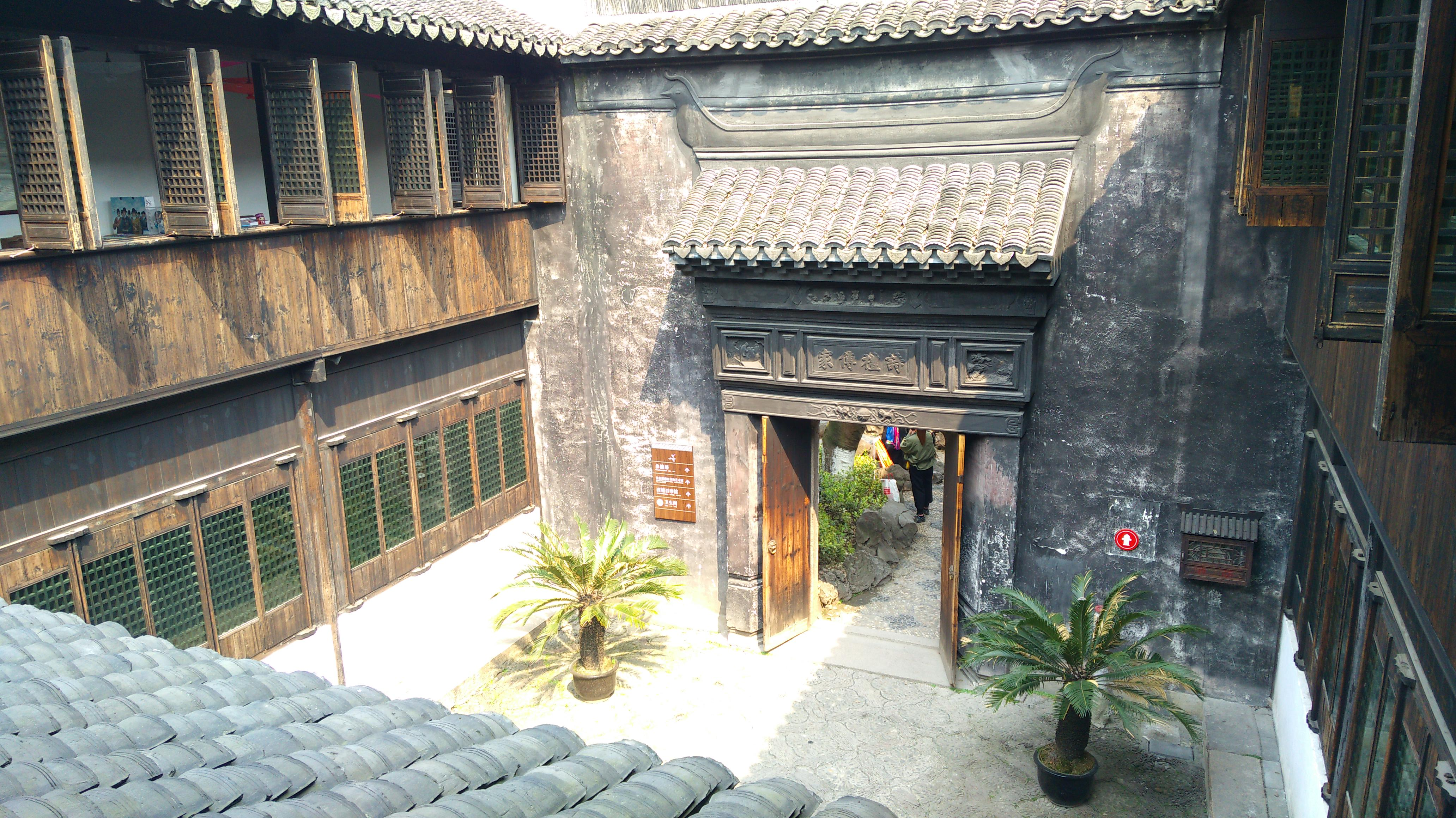
Dans une cour